# レーティッシュ鉄道 Xrotd

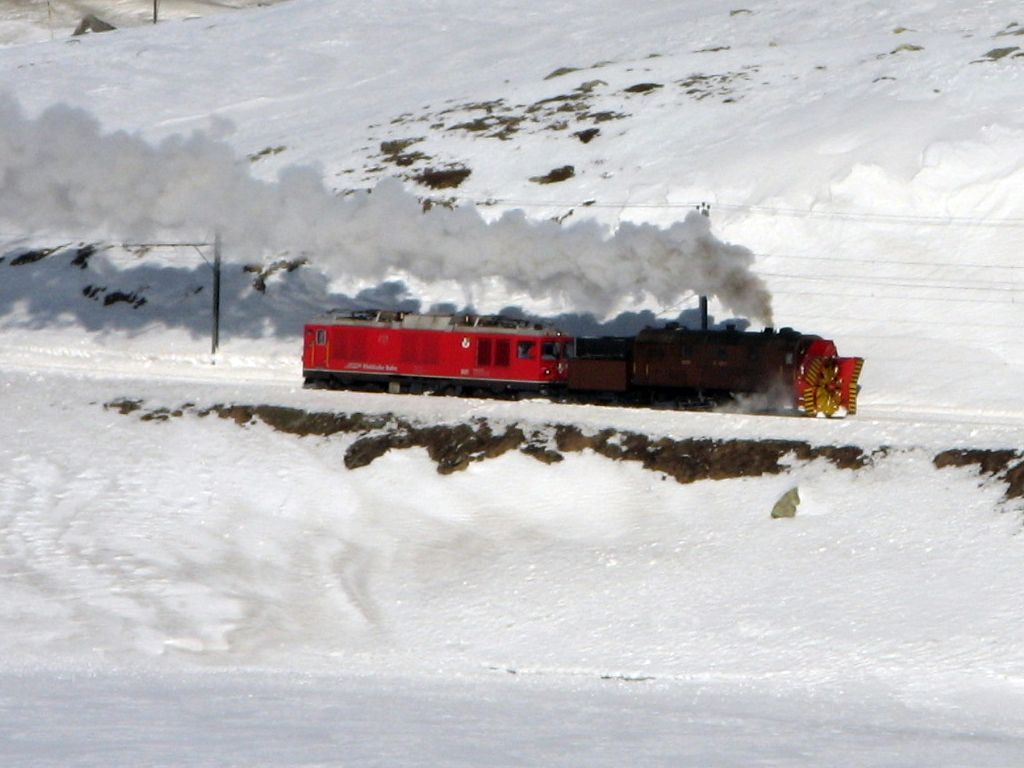
ベルニナ峠でのGem 4/4 801とXrotd 9213

レーティッシュ鉄道 Xrotd（レーティッシュてつどう Xrotd）は、レーティッシュ鉄道に所属する蒸気駆動のロータリー式除雪車である。"Xrotd"の"X"は事業用"rot"はロータリー式"d"は蒸気式を表す。
1911年に自走式の除雪車がベルニナ線に導入された。1943年からそれはRhB Xrotd 9213と呼ばれる。最大速度は時速35kmである。除雪時は時速12kmで除雪する。今日、稼動できる蒸気機関による自走式の除雪車は世界中で2台だけである。